# Myriam Pérsia
Myriam Nogueira Pérsia (Petrópolis, 10 de julho de 1935) é uma atriz do teatro e televisão brasiliera.
De ascendência italiana, destacou-se como grande protagonista das novelas da Rede Globo, no início da emissora, no fim da década de 1960 e início dos década de 1970.
Entre os vários sucessos em telenovelas, destacam-se "Sangue e Areia" (1968), "A Grande Mentira" (1968), "Rosa Rebelde" (1969), "Véu de Noiva" (1969), "Irmãos Coragem" (1970), "O Espigão" (1974), "Plumas & Paetês" (1980), "Sétimo Sentido" (1982) e "O Sexo dos Anjos" (1989).
Em 2005 retornou as novelas após dez anos afastada. Em 2008, destacou-se como Mariana Mayer em Os Mutantes - Caminhos do Coração: seu destaque foi dado por a personagem contar muitas histórias sobre Reptilianos, Atlântida, Lemúria e Agartha.

## Filmografia

### Televisão
| Ano     | Título                            | Personagem             | Notas                                   | Emissora          |
| ------- | --------------------------------- | ---------------------- | --------------------------------------- | ----------------- |
| 1956    | Teatrinho Trol                    | Vários personagens     |                                         | Rede Tupi         |
| 1957    | O Jovem Dr. Ricardo               | Paciente               |                                         | Rede Tupi         |
| 1959    | Mulherzinhas                      | —                      |                                         | Rede Tupi         |
| 1963    | A Cidade Se Diverte               | Vários personagens     | [ 3 ]                                   | TV Excelsior      |
| 1963    | Times Square                      | Vários personagens     |                                         | TV Excelsior      |
| 1963    | Chico Anysio Show                 | Vários personagens     |                                         | TV Rio            |
| 1966    | O Amor Tem Cara de Mulher         | —                      | [ 4 ]                                   | Rede Tupi         |
| 1968    | Sangue e Areia                    | Dolores                | [ 5 ]                                   | Rede Globo        |
| 1969    | Véu de Noiva                      | Flor                   | [ 6 ]                                   | Rede Globo        |
| 1969    | Rosa Rebelde                      | Consuelo               | [ 7 ]                                   | Rede Globo        |
| 1969    | A Grande Mentira                  | Maria Cristina         | [ 8 ]                                   | Rede Globo        |
| 1969    | Verão Vermelho                    | Flor                   |                                         | Rede Globo        |
| 1970    | Irmãos Coragem                    | Paula                  | [ 9 ]                                   | Rede Globo        |
| 1972    | Tempo de Viver                    | Maria Helena           |                                         | Rede Tupi         |
| 1974    | O Espigão                         | Olga Maria             |                                         | Rede Globo        |
| 1975    | Escalada                          | Celina                 |                                         | Rede Globo        |
| 1977-81 | Sítio do Picapau Amarelo          | Antonica               |                                         | Rede Globo        |
| 1978    | Ciranda Cirandinha                | Mônica                 | Episódio: "O Que Eu Faço da Minha Vida" | Rede Globo        |
| 1979    | Carga Pesada                      | Mulher de Coriolano    | Episódio: "A suspeita"                  | Rede Globo        |
| 1980    | Plumas & Paetês                   | Bianca                 |                                         | Rede Globo        |
| 1982    | Sétimo Sentido                    | Mapy Hilder            |                                         | Rede Globo        |
| 1982    | Campeão                           | Emília                 |                                         | Rede Bandeirantes |
| 1984    | Caso Verdade                      | —                      | Episódio: "Blumenau Tudo Azul"          |                   |
| 1985    | Antônio Maria                     | Carlota                |                                         | Rede Manchete     |
| 1987    | Sassaricando                      | Dona do Spa            | [ 10 ]                                  | Rede Globo        |
| 1989    | O Salvador da Pátria              | Graça                  | Participação Especial                   | Rede Globo        |
| 1989    | O Sexo dos Anjos                  | Leonor Muniz           |                                         | Rede Globo        |
| 1990    | Pantanal                          | Carminha               |                                         | Rede Manchete     |
| 1990    | Tele Tema                         | Tia Cora               | Episódio: "A volta ao tempo"            | Rede Globo        |
| 1992    | Você Decide                       | —                      | Episódio: "O Desaparecido"              | Rede Globo        |
| 1993    | Sonho Meu                         | Nilda Varela           |                                         | Rede Globo        |
| 1994    | A Viagem                          | Salomé                 |                                         | Rede Globo        |
| 1995    | Você Decide                       | —                      | Episódio: "Amigo é Pra Essas Coisas"    | Rede Globo        |
| 1996    | Você Decide                       | —                      | Episódio: "Amor à Vida"                 | Rede Globo        |
| 1997    | A Justiceira                      | —                      | Episódio: "Viagem ao Inferno"           | Rede Globo        |
| 2000    | Você Decide                       | —                      | Episódio: "À Dama Proibida"             | Rede Globo        |
| 2004    | Linha Direta                      | Odete Nóbrega de Lemos | Episódio: "O Crime do Sacopã"           | Rede Globo        |
| 2005    | Prova de Amor                     | Juíza Odinéia          |                                         | RecordTV          |
| 2008    | Os Mutantes - Caminhos do Coração | Mariana Mayer          |                                         | RecordTV          |
| 2010    | As Cariocas                       | Jacira                 | Episódio: A Vingativa do Méier          | Rede Globo        |
| 2012    | Lado a Lado                       | Madre Hilda            |                                         | Rede Globo        |
| 2015    | Verdades Secretas                 | Paula Carvalho         |                                         | Rede Globo        |

### Cinema
| Ano  | Título                       | Personagem  |
| ---- | ---------------------------- | ----------- |
| 2009 | A Distração de Ivan          | Dona Flor   |
| 1999 | O Viajante                   | Isaura      |
| 1981 | O Sequestro                  | Lucinha     |
| 1977 | A Mulata Que Queria Pecar    | Márcia      |
| 1976 | Confissões de Uma Viúva Moça | Lia         |
| 1976 | O Esquadrão da Morte         | —           |
| 1974 | Banana Mecânica              | Miriam      |
| 1974 | Um Edifício Chamado 200      | —           |
| 1972 | Viver de Morrer              | —           |
| 1967 | Rifa-se Uma Mulher           | Ana Maria   |
| 1964 | O Beijo                      | Miriam      |
| 1961 | Sonhando com Milhões         | Carmem      |
| 1958 | O Grande Momento             | Ângela      |
| 1958 | O Cantor e o Milionário      | Elizabeth   |
| 1958 | Pista de Grama               | —           |
| 1957 | Uma Certa Lucrécia           | Maria Luísa |
| 1957 | Casei-me com um Xavante      | —           |

## Trabalhos no Teatro[15]
- Equus (2004)
- Cheque ou Mate (1998)
- Intensa Magia (1996)
- Dose Forte (1996)
- A Serpente de Plumas (1995)
- Brida (1992)
- O Prazer É Todo Nosso (1987)
- Oito Mulheres (1983)
- Via Sacra (1982)
- A História É Uma História
- É...  (1977)
- O Porco Ensanguentado (1976)
- Beleléu (1976)
- Marido, Matriz e Filial (1973)
- O Morro do Outro (1972)
- Um Vizinho em Nossa Vidas  (1971)
- A Raposa e as Uvas (1970)
- O Balcão (1970)
- Viagem a Três (1966)
- O Crime de Uma Mulher (1965)
- Roleta Paulista (1963)
- Oscar (1962)
- Disque M. para Matar  (1962)
- Frenesi (1961)
- Geração em Revolta (1960)
- Está Lá Fora Um Inspetor (1959)
- Timbira (1958)
- O Diário de Anne Frank  (1958)
- En Garde ou Duelo de Amor (1958)
- As Loucuras de Mamãe (1957)
- Poeira de Estrelas (1956)
- Otelo (1956)
- Os Dois Maridos de Madame (1956)
- Dois a Dois (1956)
- A Viúva Astuciosa   (1956)
- Fedra (1955)
- A Revolta dos Brinquedos (1954)
- Tropeiros (1954)